# Palasca
Palasca je naselje in občina v francoskem departmaju Haute-Corse regije - otoka Korzika. Leta 2006 je naselje imelo 131 prebivalcev.

## Geografija
Kraj leži v severozahodnem delu otoka Korzike ob meji z naravnim regijskim parkom Korzike, 68 km jugozahodno od središča Bastie.

## Uprava
Občina Palasca skupaj s sosednjimi občinami Algajola, Aregno, Avapessa, Belgodère, Cateri, Costa, Feliceto, Lavatoggio, Mausoléo, Muro, Nessa, Novella, Occhiatana, Olmi-Cappella, Pioggiola, Speloncato, Vallica in Ville-di-Paraso sestavlja kanton Belgodère s sedežem v Belgodèru. Kanton je sestavni del okrožja Calvi.

## Zanimivosti
- baročna cerkev Marijinega Vnebovzetja,
- Ostriconi, del mikroregije Agriates, izhodišče priobalne pešpoti, ki vodi k Saint-Florentu.